# Glasschleife Pullenreuth

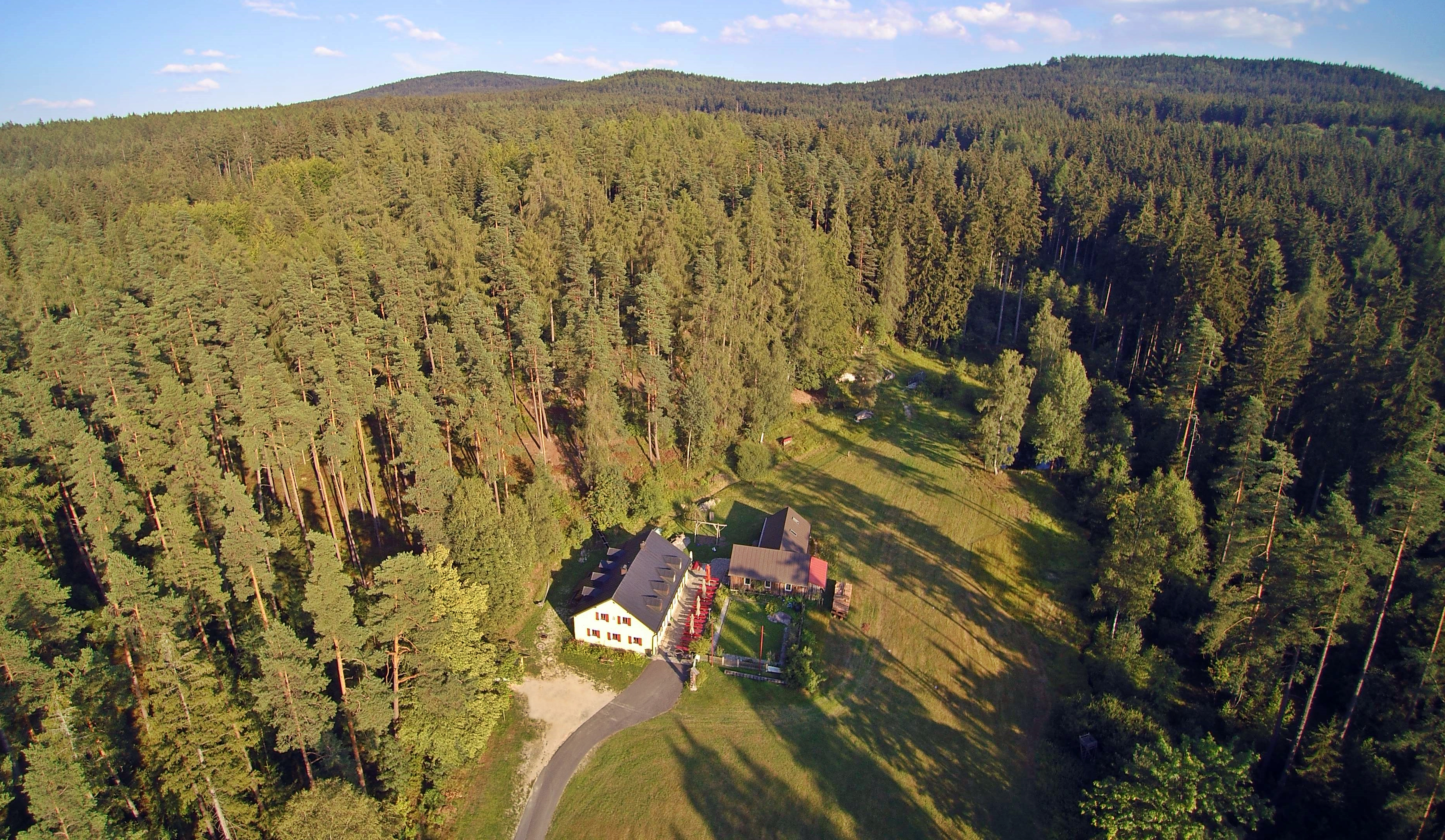
Aktuelles Luftbild der Glasschleif, im Hintergrund die Höhen des Steinwaldes

Die Glasschleife Pullenreuth ist eine ehemalige gewerbliche Glasschleiferei-Ansiedlung am Nordhang des Steinwaldes (südliches Fichtelgebirge) inmitten einer Rodungsinsel (610 m ü.NN). Sie gehört zur politischen Gemeinde Pullenreuth im Landkreis Tirschenreuth (Nordostbayern). Über Pullenreuth und Arnoldsreuth führt die Straße bis zu einem Wanderparkplatz am Waldrand, von dort geht der Wanderweg Fränkischer Gebirgsweg in wenigen Minuten zu den Gebäuden.

## Entstehungsgeschichte
Am 10. Januar 1787 genehmigte die kurfürstlich-pfälzische Rentkammer Amberg dem Förster Anton Baierl den Neubau in einem ödliegenden Wetzsteinbruch. Es handelte sich um die Errichtung eines Glaspolierwerkes, der Steinbach lieferte mit seinem Wasser die Antriebskraft für die Maschinen. Das Gebäude, das bis 1880 bestand, wird als „Obere Glasschleife“ mit Haus-Nummer 1 bezeichnet.
Oberhalb dieser Glasschleife wurde ein Schützweiher (Stauweiher) angelegt, dessen Wasser tagsüber durch den noch erkennbaren Kanal dosiert zu den Radstuben geleitet wurde. Über Nacht, wenn nicht gearbeitet wurde, konnte sich der Weiher wieder füllen. In der Radstube wurde ein oberschlächtiges Wasserrad in Gang gesetzt, Transmissionen übertrugen den Antrieb auf Schleifständer und Poliertische. Die Grundmauern des Gebäudes wurden freigelegt, ein Wasserrad wurde installiert.
Ein zweites Gebäude, Haus-Nummer 2 oder „Untere Glasschleife“, muss zwischen 1826 und 1856 errichtet worden sein. Auch dort wurde das Steinbach-Wasser als Antriebskraft verwendet. Weniger bekannt ist, wie rentabel die Anlagen gearbeitet haben, bzw. bis zu welcher Zeit Fenster- und Spiegelglas bearbeitet wurde.

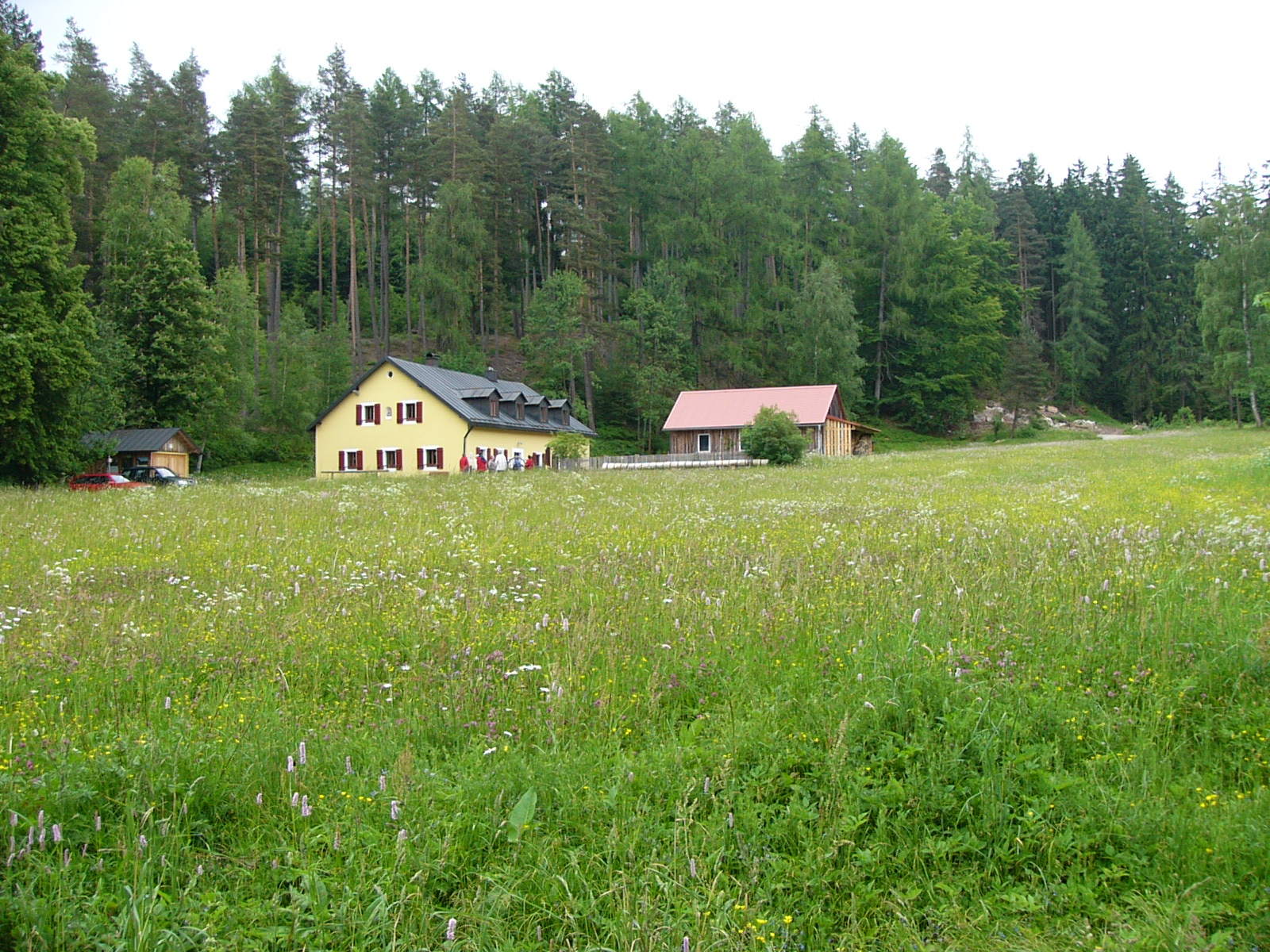
Ausstellungsgebäude und Grabungsstätte

## Informationszentrum
Das Gebäude der Unteren Glasschleife hat 2010 der Verein Steinwaldia Pullenreuth e.V. käuflich erworben und von ehrenamtlich tätigen Mitgliedern sowie mit Fördergeldern verschiedener Stellen grundlegend saniert. Am 24. Jul 2011 konnte das Gebäude feierlich eingeweiht werden. Das Haus verfügt über einen kleinen Wirtschaftsraum, eine Küche, Toiletten und im Obergeschoss über einen Tagungs- und Ausstellungsraum. Interessant ist die archäologische Ausstellung in einem separaten Raum mit Funden von der Burgruine Weißenstein. Tafeln und ein kleiner Themenweg des Naturparks Steinwald und des Bayerisch-Böhmischen Geoparks informieren über die Geschichte der Glasschleife und die Geologie des Umfelds.